# Seringes-et-Nesles
Seringes-et-Nesles település Franciaországban, Aisne megyében. Lakosainak száma 268 fő (2022. január 1.). Seringes-et-Nesles Chéry-Chartreuve, Coulonges-Cohan, Fère-en-Tardenois, Mareuil-en-Dôle, Sergy és Villers-sur-Fère községekkel határos.

## Népesség
A település népessége az elmúlt években az alábbi módon változott:
| Lakosok száma | 278  | 218  | 245  | 278  | 285  | 283  | 276  | 270  | 267  | 268  |
|               | 1968 | 1982 | 1990 | 2006 | 2013 | 2015 | 2017 | 2019 | 2020 | 2022 |